# 康氏偽甲鯰
康氏偽甲鯰，為輻鰭魚綱鯰形目甲鯰科偽甲鯰屬的其中一種，為熱帶淡水魚，分布於南美洲厄瓜多爾Napo河流域，體長可達14.1公分，棲息在底層水域，生活習性不明。

## 扩展阅读
維基物種上的相關：康氏偽甲鯰